# Goleš (Bosilegrad)
Goleš (Servisch cyrillisch Голеш) is een plaats in de Servische gemeente Bosilegrad. De plaats telt 36 inwoners (2002).